# Поремба (Великопольське воєводство)
Поремба (пол. Poręba, нім. Lowenitz) — село в Польщі, у гміні Ярачево Яроцинського повіту Великопольського воєводства.
Населення — 241 особа (2011).
У 1975-1998 роках село належало до Каліського воєводства.

## Демографія
Демографічна структура станом на 31 березня 2011 року:
|          | Загалом | Допрацездатний вік | Працездатний вік | Постпрацездатний вік |
| -------- | ------- | ------------------ | ---------------- | -------------------- |
| Чоловіки | 117     | 18                 | 88               | 11                   |
| Жінки    | 124     | 24                 | 82               | 18                   |
| Разом    | 241     | 42                 | 170              | 29                   |